# Listă de filme Bollywood din 1973
Aceasta este o listă de filme în limba hindi (Bollywood) din 1973:

## 1973
| Titlu                                  | Regizor              | Distribuție                                                 | Gen      |  |
| -------------------------------------- | -------------------- | ----------------------------------------------------------- | -------- |  |
| Aa Gale Lag Jaa                        | Manmohan Desai       | Shashi Kapoor, Sharmila Tagore, Shatrughan Sinha            | Romance  |  |
| Aaj Ki Taaza Khabar                    | Rajendra Bhatia      | Radha Saluja, Kiran Kumar                                   | Action   |  |
| Aangan                                 | Nasir Hussain        |                                                             | Drama    |  |
| Abhimaan                               | Hrishikesh Mukherjee | Amitabh Bachchan, Jaya Badhuri, Bindu                       | Drama    |  |
| Achanak                                | Gulzar               | Vinod Khanna, Farida Jalal                                  | Crime    |  |
| Agni Rekha                             | Mahesh Kaul          | Bindu, Sanjeev Kumar                                        | Drama    |  |
| Anamika                                | Raghunath Jhalani    | Sanjeev Kumar, Jaya Badhuri                                 | Drama    |  |
| Anhonee                                | Ravi Tandon          | Sanjeev Kumar, Leena Chandavarkar, Kamini Kaushal, Bindu    | Drama    |  |
| Anokhi Ada                             | Kundan Kumar         | Jeetendra, Rekha, Vinod Khanna                              | Romance  |  |
| Avishkaar                              | Basu Bhattacharya    | Rajesh Khanna, Sharmila Tagore, Dina Pathak                 | Romance  |  |
| Bada Kabutar                           | Deven Verma          | Rehana Sultan, Amitabh Bachchan, Helen                      | Comedy   |  |
| Banarasi Babu                          | Shankar Mukherjee    | Dev Anand, Raakhee, Yogeeta Bali                            | Drama    |  |
| Bandhe Haath                           | O. P. Ralhan         | Amitabh Bachchan, Mumtaz                                    | Action   |  |
| Barkha Bahar                           | Amar Kumar           | Navin Nischol, Rekha                                        | Romance  |  |
| Black Mail                             | Vijay Anand          | Dharmendra, Raakhee, Madan Puri, Shatrughan Sinha           | Thriller |  |
| Bobby                                  | Raj Kapoor           | Rishi Kapoor, Dimple Kapadia, Pran                          | Romance  |  |
| Chhalia                                | Mukul Dutt           | Navin Nischol, Nanda, Shatrughan Sinha                      | Action   |  |
| Chhupa Rustam                          | Vijay Anand          | Dev Anand, Hema Malini, Vijay Anand                         | Action   |  |
| Daag: A Poem of Love                   | Yash Chopra          | Rajesh Khanna, Sharmila Tagore, Raakhee                     | Romance  |  |
| Daaman Aur Aag                         |                      | Sanjay, Saira Banu                                          |          |  |
| Dhamkee                                | Kalpataru            | Subhash Ghai, Vinod Khanna                                  | Thriller |  |
| Dharma                                 | Chand                | Navin Nischol, Rekha, Pran, Ajit, Prem Chopra               | Action   |  |
| Dhund                                  | B.R. Chopra          | Sanjay, Zeenat Aman, Danny Denzongpa                        | Thriller |  |
| Dil Ki Rahen                           | B. R. Ishara         | Rakesh Pandey, Rehana Sultan                                | Drama    |  |
| Do Phool                               | S. Ramanathan        | Vinod Mehra, Aruna Irani, Mehmood                           | Comedy   |  |
| Door Nahin Manzil                      |                      | Pradeep Kumar, Sanjeev Kumar                                |          |  |
| Duvidha                                | Mani Kaul            | Ravi Menon, Raisa Padamsee                                  | Drama    |  |
| Ek Kunwari Ek Kunwara                  | Prakash Mehra        | Rakesh Roshan, Leena Chandavarkar, Pran                     | Drama    |  |
| Ek Mutthi Aasmaan                      | Virender Sinha       | Vijay Arora, Yogeeta Bali, Pran                             | Drama    |  |
| Ek Nari Do Roop                        |                      | Nadira, Shatrughan Sinha                                    | Drama    |  |
| Gaai Aur Gori                          | M. A. Thirumugam     | Jaya Bhaduri, Shatrughan Sinha                              | Drama    |  |
| Gaddar                                 | Harmesh Malhotra     | Yogeeta Bali, Vinod Khanna, Pran                            | Drama    |  |
| Garam Hawa                             | M. S. Sathyu         | Balraj Sahni, Shaukat Azmi                                  | Drama    |  |
| Gehri Chaal                            | C.V. Sridhar         | Jeetendra, Hema Malini, Amitabh Bachchan                    | Thriller |  |
| Ghulam Begam Badshah                   | Jambu                | Shatrughan Sinha, Anil Dhawan, Moushumi Chatterjee          | Drama    |  |
| Haathi Ke Daant                        | B. R. Ishara         | Rakesh Pandey                                               | Drama    |  |
| Hanste Zakhm                           | Chetan Anand         | Navin Nischol, Priya Rajvansh, Balraj Sahni                 | Romance  |  |
| Heera                                  | Sultan Ahmed         | Sunil Dutt, Asha Parekh                                     | Action   |  |
| Heera Panna                            | Dev Anand            | Dev Anand, Raakhee, Zeenat Aman                             | Romance  |  |
| Hifazat                                | K.S.R. Das           | Vinod Mehra, Asha Sachdev, Ashok Kumar, Lalita Pawar        | Drama    |  |
| Hindustan Ki Kasam                     | Chetan Anand         | Raaj Kumar, Priya Rajvansh, Amjad Khan, Amrish Puri         | Action   |  |
| Honeymoon                              | Hiren Nag            | Leena Chandavarkar, Anil Dhawan                             | Comedy   |  |
| Hum Sab Chor Hain                      |                      | Dara Singh, Sadhana                                         | Drama    |  |
| Insaaf                                 | Adurthi Subba Rao    | Waheeda Rehman, Tanuja, Vijay Arora, Pran                   | Drama    |  |
| Jaise Ko Taisa                         | Murugan Kumaran      | Jeetendra, Reena Roy                                        | Drama    |  |
| Jalte Badan                            | Ramanand Sagar       | Kiran Kumar, Kumkum, Pradeep Kumar                          | Drama    |  |
| Jheel Ke Us Paar                       | Bhappi Sonie         | Dharmendra, Mumtaz, Pran                                    | Romance  |  |
| Joshila                                | Yash Chopra          | Dev Anand, Raakhee, Hema Malini, Pran                       | Thriller |  |
| Jugnu                                  | Pramod Chakravorty   | Dharmendra, Hema Malini, Pran                               | Drama    |  |
| Jwar Bhata                             | Adurthi Subba Rao    | Dharmendra, Saira Banu                                      | Drama    |  |
| Jyot Jale                              | Satyen Bose          | Nirupa Roy                                                  | Drama    |  |
| Kahani Hum Sab Ki                      | Rajkumar Kohli       | Lalita Pawar, Mala Sinha                                    | Drama    |  |
| Kahani Kismat Ki                       | Arjun Hingorani      | Dharmendra, Rekha                                           | Action   |  |
| Kashmakash                             | Feroz Chinoy         | Rekha, Feroz Khan, Shatrughan Sinha                         | Action   |  |
| Keemat                                 | Ravikant Nagaich     | Rekha, Dharmendra, Prem Chopra                              | Action   |  |
| Khoon Khoon                            | Mohammed Hussain     | Danny Denzongpa, Rekha                                      | Action   |  |
| Kachche Dhaage                         | Raj Khosla           | Vinod Khanna, Kabir Bedi, Moushumi Chatterjee               | Action   |  |
| Kunwara Badan                          | Vimal Tewari         |                                                             | Drama    |  |
| Loafer                                 | A. Bhimsingh         | Dharmendra, Mumtaz                                          | Romance  |  |
| Maha Sati Savitri                      | Chandrakant          | Jayshree Gadkar, Upendra Trivedi                            | Fantasy  |  |
| Manchali                               | Raja Nawathe         | Sanjeev Kumar, Leena Chandavarkar                           | Romance  |  |
| Mehmaan                                | Kotayya Pratyagatma  | Rekha, Biswajeet, Leela Chitwas                             | Crime    |  |
| Mera Desh Mera Dharam                  | Dara Singh           | Dara Singh, Raj Kapoor                                      | Drama    |  |
| Nafrat                                 | Shyam Ralhan         | Rakesh Roshan, Yogeeta Bali                                 | Romance  |  |
| Nai Duniya Naye Log                    | B. R. Ishara         | Danny Denzongpa, Reena Roy                                  | Drama    |  |
| Naina                                  | Kanak Mishra         | Shashi Kapoor, Moushumi Chatterjee                          | Drama    |  |
| Namak Haraam                           | Hrishikesh Mukherjee | Rajesh Khanna, Amitabh Bachchan, Rekha                      | Drama    |  |
| Naya Nasha                             | Hari Dutt            | Nanda, Madan Puri                                           | Action   |  |
| Nirdosh                                | S.M. Sagar           | Vinod Mehra, Yogeeta Bali                                   | Drama    |  |
| Paanch Dushman                         | Shyam Ralhan         | Vinod Khanna, Pran                                          | Action   |  |
| Rickshawala                            | K. Shankar           | Mala Sinha, Randhir Kapoor, Neetu Singh, Pran               |          |  |
| Saudagar                               | Shubendu Roy         | Nutan, Amitabh Bachchan, Padma Khanna                       | Drama    |  |
| Shareef Budmaash                       | Raj Khosla           | Dev Anand, Hema Malini                                      |          |  |
| Yaadon Ki Baaraat (Lanțul amintirilor) | Nasir Hussain        | Dharmendra, Zeenat Aman, Vijay Arora, Tariq Khan, Ajit Khan | Drama    |  |
| Zanjeer                                | Prakash Mehra        | Amitabh Bachchan, Jaya Badhuri, Pran                        | Action   |  |

## Legături externe
- Bollywood films of 1973 at the Internet Movie Database

## Vezi și
- 1973 în film